# Aleksander Janicki (artysta)
Aleksander Janicki, również jako Alek Janicki (ur. 26 lutego 1963 w Krakowie) – polski artysta intermedialny, performer, grafik, fotograf, rzeźbiarz, scenograf, twórca wideo i instalacji semi- i interaktywnych (często o charakterze innowacyjnym), w tym struktur multi-sensorycznych, site-specific i w przestrzeni publicznej. Kurator, autor projektów z dziedziny multimediów, architektury, projektowania graficznego, ekspozycji wystawienniczych opartych na nowych technologiach (AR, VR, AI, holografia, immersja). Reżyser akcji w przestrzeni publicznej i o charakterze hybrydowym, w tym parateatralnych i opartych na technologii projekcji, wielkoformatowych, mappingu i wielokanałowego dźwięku strefowego.
Założyciel Formacji HiQ i Big Data Collective. Twórca Międzynarodowego Forum Kultura Futura, Fundacji AYA Found, Galerii i!, Apteka Janicki Gallery, PerForm. Wieloletni wykładowca na ASP w Krakowie. Jest laureatem wielu nagród w kraju i za granicą. Jego prace znajdują się w zbiorach w Europie, Azji, Ameryce Północnej. Regularnie wystawia w Japonii.

## Życiorys

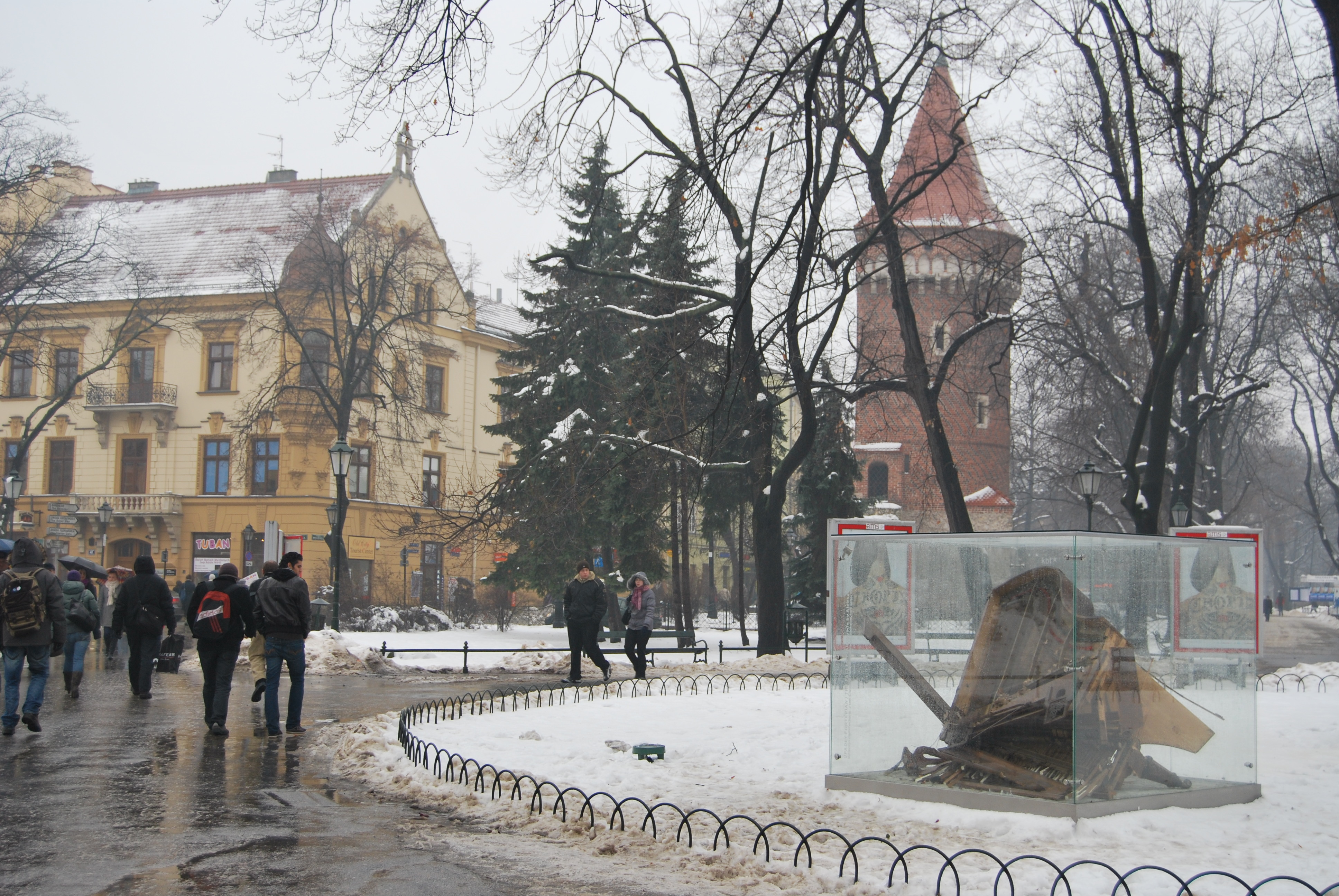
Instalacja Upadły fortepian w Krakowie (2010)

Jest absolwentem Akademii Sztuk Pięknych im. Jana Matejki w Krakowie, na której studiował w latach 1984–1990. Obecnie wykłada na Wydziale Malarstwa ASP w katedrze scenografii.
Prowadzi fundację AYA Found, wspierającą sztukę nowoczesną oraz jest właścicielem Galerii i! oraz Apteka Janicki Gallery w Krakowie, które prezentują twórczość krakowskich oraz zagranicznych artystów. Galerie współpracują z największymi krakowskimi festiwalami np. Pachlab, Miesiąc Fotografii w Krakowie, Krakers, Audio ART.
Janicki jest założycielem i członkiem formacji HiQ – zespołu muzyki intuitywnej, łączącego idee japońskiej poezji haiku ze współczesną sztuką wizualną i improwizacją intuitywną w muzyce. Formacja tworzy performance audiowizualny – połączenie improwizowanej na żywo muzyki z wideoartem. Performansy oparte są na strategii muzyki intuitywnej i generatywnej, w której obraz tworzony w czasie rzeczywistym przez performera, staje się dla muzyków partyturą. Zespół występował m.in. na Międzynarodowym Festiwalu Audio Art (2011), w przestrzeni MOCAK'u i Muzeum „Manggha”, jak również w Londynie (2014) i wielokrotnie w Japonii.

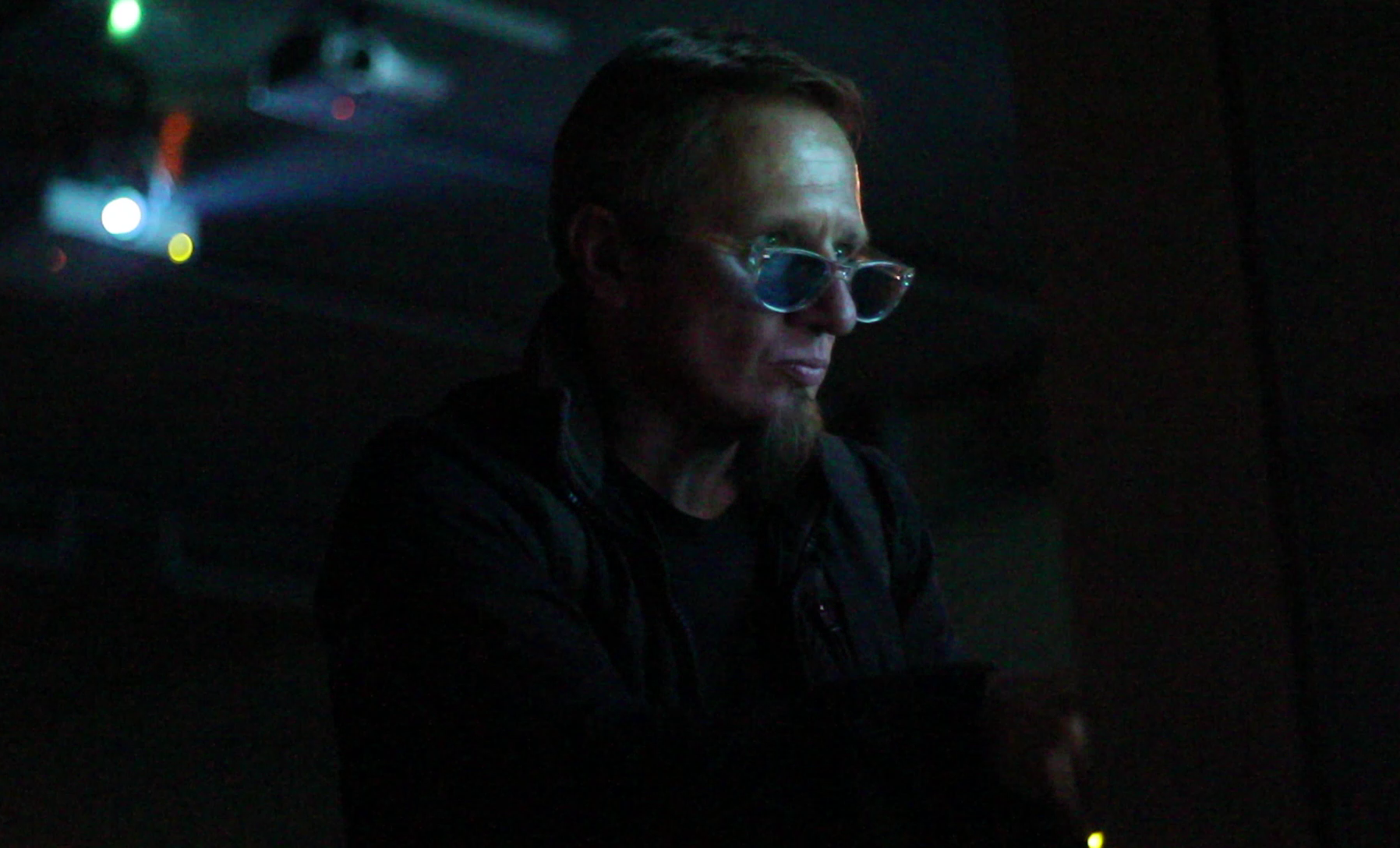
Performance Janickiego (2013)

Tworzy w sposób interdyscyplinarny, wykorzystując w swojej artystycznej strategii różnorodne środki wyrazu – od grafiki, wideo, obrazów generatywnych przez instalacje z wykorzystaniem interaktywnych projekcji wielkoformatowych po mapping. Łączy tradycyjne formy ekspresji z innowacyjnymi rozwiązaniami z dziedziny nowych mediów. Wykorzystuje najnowsze technologie w tym: streaming, monitoring wizyjny, VR, AR, struktury: bazodanowe, generatywne, beacony, generatory kodów QR, rejestratory fal mózgowych EEG. Jego twórczość odnosi się do kwestii związanych z dialogiem kultur, tożsamością i wykluczeniem, massmediami i reprodukcją, strukturą bazodanową, sztuczną inteligencją, nomadyzmem kulturowym i kondycją współczesnego everymana w kontekście antropocenu.
Jest autorem logotypów marek, instytucji publicznych, muzeów, organizacji, firm. Od lat jego znaki graficzne towarzyszą takim organizacjom jak na przykład: Fundacja Pro Publico Bono, Business in Małopolska, Krakowski Park Technologiczny, Digital Dragons, Multilab czy Narodowe Centrum Nauki.
Stworzył liczne instalacje multimedialne prezentowane w przestrzeni publicznej. Był autorem artystycznych akcji i działań parateatralnych, m.in. Visitor z serii Re-Produkcje, prezentowanej niezależnie w Münster, Kassel, Wenecji oraz na Art Forum w Berlinie, Krakowie, Warszawie, Frankfurcie nad Menem, St. Petersburgu i w Norymberdze. Realizował też animacje, czołówki i inne krótkie formy filmowe dla telewizji, m.in. dla Canal+, TVP i Polsatu, m.in. czołówkę programu Makłowicz w podróży.
Współtworzył międzynarodowe prezentacje sztuki polskiej: Young Art from Kraków – Museum Junge Kunst (Frankfurt Am Oder 2000), Visual art – simple life – video and media art from Poland (Oldenburg 2000), Dni Polski w Austrii (Wiedeń 2003), Blaue Nacht w Niemczech (Norymberga 2004), Nowa Polska (Une saison Polonaise en France 2004), Expo (Japonia 2005), Odyssey Media Art And Performance Festival, (Bałakława, Ukraina 2006), Biennale Sztuki Mediów WRO, Pachlab / digital art. festiwal, Audio Art., Ad Libitum, Warszawska Jesień, Net ART.  i wiele innych.
Współpracował z wieloma artystami, w tym z Mają Ratkje, Shōichi Yabutą, Makoto Ofune, Andrzejem Wajdą, Krystyną Zachwatowicz-Wajdą, Krzysztofem Knittlem, Markiem Chołoniewskim, Rafałem Mazurem. Jako scenograf współpracował z Piotrem Bikontem i Piotrem Urbaniakiem przy inscenizacjach wystawianych na deskach m.in. Teatru Nowego w Łodzi, Teatru Lalek Arlekin, Teatru KTO, Teatru Bagatela, Teatru im. Wandy Siemaszkowej w Rzeszowie, Teatru Śląskiego w Katowicach i Teatru Powszechnego w Warszawie.
Reżyserował spektakle plenerowe z użyciem technologii mappingu oraz projekcji wielkoformatowych, w tym 3D i interaktywnych. Dla Województwa Małopolskiego zrealizował cykl imprez w ramach wspierania idei przystąpienia Polski do Unii Europejskiej. Był autorem multimedialnych spektakli plenerowych (reżyseria, scenografia, multimedia) z okazji otwarcia Małopolskiego Ogrodu Sztuk w Krakowie (2012) i zakończenia Międzynarodowego Festiwalu Baletowego „Scena otwarta” w Tarnowie (2012).
Stworzył koncepcję i projekty Domu Mikołaja Kopernika w Toruniu, dwóch przestrzenni multimedialnych na trasie turystycznej w Kopalni Soli Wieliczka i Muzeum Żup Krakowskich, Centrum Multimedialnego w Zamku Królewskim na Wawelu, Pawilonu Józefa Czapskiego – multimedialnej wystawy stałej (Pawilon uhonorowany nagrodą Sybilli), Pawilonu Stanisława Wyspiańskiego w Krakowie. W 2017 zaprojektował wraz z zespołem projekt multimedialnego centrum sztuki i nowej siedziby Teatru KTO na krakowskim Podgórzu w ramach rewitalizacji kina Wrzos.
Był współtwórcą oraz członkiem redakcji pisma mówionego Gadający Pies, wydawanego w latach 2010–2015 w Klubie Piękny Pies w Krakowie. Zaprosił do występów na jego scenie Jerzego Vetulaniego. W 2017 roku był mistrzem ceremonii na pogrzebie Vetulaniego.
Janicki sporadycznie udzielał się także jako aktor. W 2004 roku wystąpił w filmie Karol. Człowiek, który został papieżem w roli niemieckiego oficera Buelera, a w 2013 w krótkometrażowym mockumencie Hydrofobia.
W 2020 roku Janicki zainicjował Międzynarodowe Forum Kultura Futura – interdyscyplinarne przedsięwzięcie tworzące platformę do współpracy i twórczego dialogu pomiędzy obywatelami, instytucjami kultury, organizacjami pozarządowymi, uniwersytetami i światem biznesu w celu kształtowania opartego na nowych technologiach dobrostanu symbolicznego miasta przyszłości ePolis. Do projektu dołączyły krakowskie uczelnie, instytucje kultury, organizacje pozarządowe oraz sektora prywatnego, w tym między innymi: Uniwersytet Jagielloński, Akademia Sztuk Pięknych, Open Eyes Economy, KBF, Teatr im. Juliusza Słowackiego, Teatr KTO, Łaźnia Nowa, Instytut Wspólnot Obywatelskich, Cracow Art Week Krakers, Centrum Sztuki WRO, KunstArt Fund, Sacrum Profanum, Piękny Pies, Fundacja Tytano i wiele innych.

## Działalność związana z Japonią
W 2002 roku na specjalne zaproszenie Andrzeja Wajdy oraz Krystyny Zachwatowicz przygotował wystawę Hiroshige multimedialnie z okazji wizyty Ich Cesarskich Mości Cesarza Akihito i Cesarzowej Michiko w Muzeum Sztuki i Techniki Japońskiej Manggha w Krakowie.
Współtworzył z Krzysztofem Ingardenem  i pracownią Ingarden&Ewy Architekci multimedialny Polski Pawilon Expo 2005 w Aichi, który łączył technologię Low-tech z High-tech. Prezentowana podczas EXPO jako innowacja semi-aktywna instalacja multimedialna Echo wykorzystywała czujniki ruchu, wideo oraz dźwięk. Realizacja doczekała się licznych nagród na świecie.
Janicki jest autorem projektu Centrum Japońskich Sportów i Sztuk Walki Dōjō w Starej Wsi, które jest największym na świecie ośrodkiem przeznaczonym do specjalistycznego treningu dalekowschodnich sztuk i sportów walki. Umieszczone w polskim krajobrazie centrum zrealizowane jest zgodnie z kanonami architektury japońskiej. Janicki stworzył też stalową pięciometrową rzeźbę w formie origami przedstawiającą żurawia, która była usytuowana nad Wisłą obok Muzeum Sztuki i Techniki Japońskiej Manggha w Krakowie. We współpracy z Manggha zorganizował  akcję społecznościową Tsuru, która polegała na tworzeniu, zwłaszcza przez dzieci i młodzież, origami w symbolicznym geście wsparcia dla Japonii po trzęsieniu ziemi i tsunami 11 marca 2011 roku.
Od roku 2005 cyklicznie wystawia swoje prace w Japonii. Regularnie bierze udział w kolejnych edycjach Tatsuno Art Project – projektu realizowanego przez kurator prof. Akiko Kasuye z Kyoto University of Art oraz współpracuje z japońskimi artystami, w tym z Makoto Ofune i Shōichim Yabutą. W ramach projektu Tatsuno Art Project – Flow w 2014 roku zaprezentował instalację BlackOut, do której muzykę stworzył Shōichi Yabuta oraz film Tōkaidō relacjonujący polsko-japońską wyprawę szlakiem Tōkaidō. Janicki jest pierwszym Europejczykiem, który przebył i udokumentował współczesne oblicze szlaku 53 stacji Tōkaidō z drzeworytów Utagawy Hiroshige. Efektem podróży była również wystawa Tōkaidō – Droga Wschodniego Morza zorganizowana w 2014 roku z okazji dwudziestolecia działalności Muzeum Sztuki i Techniki Manggha w Krakowie. W maju 2015 projekt prezentowany był na Międzynarodowym Biennale Mediów WRO, w 2017 w ramach Modern Music Days na Malcie, a w 2019 ponownie w Muzeum Sztuki i Techniki Japońskiej Manggha w Krakowie w ramach polsko-japońskiej wystawy Tatsuno Art Project.
Był autorem wystawy Wschód – Zachód – Nieskończoność pokazywanej w kompleksie świątyni buddyjskiej Miidera w Ōtsu w 2017 roku oraz w chramie shintoistycznym Hirota Jinja w Nishinomiya w 2018 roku. Stworzył największą indywidualną wystawę polskiego artysty w Japonii na zaproszenie strony japońskiej w ramach obchodów 100-lecia nawiązania stosunków dyplomatycznych pomiędzy Polską i Japonią w prestiżowej Treasure Gallery przy świątyni Zōjōji w centrum Tokio (2019-2020) we współpracy z Instytutem Adama Mickiewicza oraz Instytutem Polskim w Tokio. W ramach wystawy artysta zrealizował na ulicach Tokio performance Touch. Kamera termowizyjna stała się narzędziem dokumentacji transferu energii pomiędzy polskim artystą a przygodnie spotkanymi Japończykami, stanowiąc symboliczne spotkanie i dialog kultur.

## Życie prywatne
W 1983 poślubił Katarzynę Niewodniczańską, córkę Jerzego. Mają dwoje dzieci: Mateusza i Mariannę.

## Wybrane wystawy
Indywidualne
- 1995: Re-produkcje I (Okna), akcja uliczna, patronat Galerii Zderzak, Kraków
- 1996: Re-produkcje II – podłoga – foto-tautologia
- 1996: Re-Produkcje III, akcja uliczna foto-tautologia, patronat Galerii Zderzak, Kraków
- 1996: Roentgenoterapia, instalacja, Klub Roentgen, Kraków
- 1996: Re-Produkcje IV, instalacja – foto-tautologia, frotage, objekt, Sarbsk
- 1996: Re-Produkcje V (Oczy), – Galeria Zderzak, Kraków
- 1996: Re-Produkcje VI – Zywioly (Ogień), Teatr Bückleina, Kraków
- 1997: Re-Produkcje IX – Projekcje I, Galeria Zderzak, Kraków
- 1997: Re-Produkcje X – VISITOR, Münster-Kassel-Wenecja, dzialanie niezależne (patronat Galerii Zderzak)
- 1997: VISITOR – ART Forum Berlin, Galeria Zderzak Kraków, Mała
- 1997: Galeria ZPAF – Centrum Sztuki Współczesnej, Warszawa
- 1998: Re-Produkcje VISITOR – Art Frankfurt (indywidualna prezentacja – Galeri Zderzak)
- 1998: Re-Produkcje XIII Projekcje II, Association European Culture Cities – Kraków – UMK – Lilla Weneda – rzeźba, projekcja
- 1999: TRANSmisje – wystawa symultaniczna CSiTJ Manghha, Galeria Zderzak, Starmach Gallery
- 1999: ARCO – Madryt
- 1999: Art Forum – Sztokholm
- 1999: Silver Box – Galeria Zderzak
- 2000: Tele-wizje – forogramy
- 2001: Erfurt – Siedzący – Projekcje I, Visitor
- 2001: Fetysze – Autentyczny autograf – Czesław Miłosz – aukcja (multiple) UMK
- 2001: SocLand, Nowa Huta, wystawa na zaproszenie Krystyna Zachwatowicz i Andrzeja Wajdy
- 2002: Hiroshige – instalacje multimedialne CSiTJ Manggha – wystawa stworzona na motywach twórczości japońskiego drzeworytnika z okazji wizyty Cesarza Japonii w Polsce
- 2003: Memorable – akcja uliczna – Kraków
- 2004: Blaue Nacht – Press photo, Visitor, Siedzący, Niebo – Norymberg
- 2005: Współautor Pawilonu polskiego na EXPO 2005 (Japonia)
- 2006: Muzeum Miejsca w Fabryce Oskara Schindlera
- 2007: Wreszcie Nowa! – Muzeum Narodowe w Krakowie
- 2007: Pawilon im. Stanisława Wyspiańskiego w Krakowie (multimedialny spektakl)
- 2008: "Ok! Wyspiański" w Muzeum Narodowym w Krakowie
- 2008: Ogród Sztuki w Krakowie (reżyseria i scenografia multimedialnego spektaklu).
- 2008: "Znaki czasu", Centrum Sztuki Współczesnej w Toruniu
- 2009: Pole widzenia 2, Festiwal Animacji i Nowych Mediów w CSW, Toruń
- 2009: "Origami" w Muzeum Sztuki i Techniki Japońskiej Manggha, Kraków
- 2009: "Plaża" w Pawilonie Wyspiańskiego w Krakowie
- 2010: autor spektaklu multimedialnego w Muzeum Narodowym we Wrocławiu
- 2010: autor filmu eksperymentalnego podczas wystawy „Has-nieosiągalne” podczas Festiwalu Era Nowe Horyzonty we Wrocławiu
- 2012: Black Garden, WRO – Pioneering Values, Wrocław
- 2012: autor multimedialnego spektaklu w Muzeum Narodowym w Krakowie
- 2014: „Tokaido” – droga wschodniego morza, Muzeum Manggha w Krakowie
- 2014: Film „Tokaido i BlakOut” instalacja multimedialna w ramach Tatsuno Art Project – Japonia
- 2014: Body ART – mapping/projekcje – materiały i scenografia do spektaklu Body ART w reżyserii Artura Barona Więcka w Teatrze STU
- 2014: Po – widoki II – pięć serii odbitek harimaze zdjęć z podróży do Tokaido
- 2015: Levels map mapping
- 2015: Black Garden – PachLab Festiwal 2015, Pawilon Wyspiańskiego
- 2017: Wschód – Zachód – Nieskończoność, Miidera, Ōtsu, Japonia
- 2018: PustoStan, Galeria i!, Krakers
- 2018: Wschód – Zachód – Nieskończoność, Hirota Jinja, Nishinomiya, Japonia
- 2019/2020: Wschód – Zachód – Nieskończoność, wystawa w ramach obchodów 100-lecia nawiązania stosunków dyplomatycznych pomiędzy Polską i Japonią, Treasure Gallery, Zōjōji, Tokio, Japonia
- 2021: Dzeus II, Biennale Wro, Hevre, Kraków

Zbiorowe
- 1990: Głowy, malarstwo, Galeria Zejscie, Kraków
- 1991: Grafika Mlodych, Galeria Ars Polona, Kraków Intergrafia, BWA, Katowice
- 1993: Ibizografia, grafika, Ibiza, Hiszpania
- 1994: Chimera, Głowy – malarstwo; Obrazy i grafiki, Galeria Piwnicy Pod Baranami, Kraków
- 1996: Re-Produkcje II (Podłoga) Kolekcja Galerii Zderzak, Kraków
- 1996: Fort Sztuki – Re- Produkcje VIII, Kraków
- 1998: Re-Produkcje XIV – RONDO – Fort Sztuki
- 1999: Solcevorot – Festiwal Wolnej Sztuki – St. Petersburg – Visitor
- 2000: Young Art from Kraków – Museum Junge Kunst (Frankfurt (Oder), Galeria Zderzak, Galeria Prowincjonalna, Słubice, Collegium Polonicum UAM, Słubice – Gimnastyk, Siedzący, Press Foto; Visual art – simple life – video and media art from Poland – Non Stop – semiaktywna instalacja
- 2001: Przyst@nek – WRO O1 IX Międzynarodowe Biennale Sztuki Mediów
- 2001: Wrocław, Kraków – wernisaż symultaniczny
- 2002: Walzer, Monument instalacje interaktywne, Warsagen, akcja w przestrzeni publicznej
- 2002: Projekt Karlsplatz – Kunsthalle Wiedeń – Austria
- 2002: DJ City – interaktywna instalacja muzyczna w przestrzeni publicznej – X Międzynarodowy Festiwal Audio Art. – Kraków
- 2003: Outdoor – Galeria Zewnętrzna AMS – Zachęta – Warszawa, Bunkier Sztuki – Kraków, BWA – Wrocław
- 2003: Galeria Wyspa – Gdańsk, BWA – Poznań
- 2015: Tōkaidō – droga wschodniego morza, Międzynarodowe Biennale Mediów WRO
- 2017: Tōkaidō – droga wschodniego morza, Modern Music Days, Malta
- 2017: America. Utopia achieved, Kraków Art. House
- 2018: Ojczyzna w sztuce, Muzeum Sztuki Współczesnej w Krakowie MOCAK
- 2019: Tatsuno Art Project, Muzeum Sztuki i Techniki Japońskiej Manggha, Kraków
- 2020/2021: Artyści z Krakowa. Generacja 1950–1969, Muzeum Sztuki Współczesnej w Krakowie MOCAK[1]

Instalacje multimedialne eksponowane w przestrzeni publicznej
- 2000: Nie wypadnij bez sensu na billboardach na terenie Polski i Francji w ramach Otwartej Galerii AMS, piktogram, 400 billboardów
- 2000: Międzynarodowy Festiwal Sztuka Ulicy – Przyst@nek na krakowskich Plantach – akcja uliczna wprowadzona do internetu (Real TV)
- Chopin Sat na placu Jana Nowaka Jeziorańskiego w Krakowie
- Upadły fortepian przy Teatrze im. J. Słowackiego w Krakowie
- Haiku przed Muzeum Narodowym w Krakowie
- Ślad na bulwarach nad Wisłą pod Wawelem
- Drzewo innowacji, Krakowski Park Technologiczny

Inne
- 2016: Pawilon J. Czapskiego Muzeum Narodowe w Krakowie – aranżacja wystawy stałej
- 2017: Dom Mikołaja Kopernika w Toruniu - Koncepcja Ekspozycji Stałej w domu Mikołaja Kopernika oraz pokazów Multimedialnych 3D wraz z projektem Plastycznym.
- 2018: Mapping na budynku Teatru im. J. Słowackiego w Krakowie w ramach projektu Wyspiański Wyzwala
- 2018: FlashBlack, formacja HiQ, Galeria i!, Hevre
- 2019: Zamek Królewski na Wawelu: projekt i aranżacja wystawy Centrum Multimedialnego
- 2019: projekt koncepcyjny siedziby Teatru KTO w Krakowie
- 2019: Wyspiański. Widziane z okna – seria warsztatów zakończona wystawą i wykładem w Muzeum Manggha w Krakowie
- 2020: Projekt Isolation-Confrontation wraz z kampanią #Dziękujemy w nawiązaniu do pandemii koronawirusa
- 2020: Oficjalna inauguracja Międzynarodowego Forum Kultura Futura w Małopolskim Ogrodzie Sztuki w Krakowie przy okazji premiery Raportu Kultura

## Nagrody
- 2001: Ibizografia, Hiszpania
- 2005: Nagroda SARP – /oddział w Krakowie/ za najlepszy projekt roku[2]
- 2006: I Ogólnopolska Nagroda SARP[2]
- 2006: Nagroda Ministra Infrastruktury I Stopnia[2]
- 2007: Contractworld Award, Hanower[2]
- 2008: I nagroda na rzeźbę interaktywną KPT, Kraków
- 2011: Best Practice Special Award for Interactive Digital Signage in the Open Space Art & Architecture[2]
- 2011: I nagroda za rzeźbę multimedialną „Drzewo inwestycji i innowacji” na Forum Ekonomicznym w Krynicy i w ramach promocji Województwa Małopolskiego w Parlamencie Europejskim w Brukseli
- 2011: I nagroda za projekt statuetki Małopolskiej Nagrody Gospodarczej wręczanej corocznie od 2011 roku przez Marszałka Województwa Małopolskiego
- 2012: I nagroda za cykl rzeźb multimedialnych dla Narodowego Centrum Nauki
- 2012: I nagroda za projekt i wykonanie rzeźb-statuetek dla Europejskiego Festiwalu Gier Digital Dragons
- 2012: I nagroda za statuetkę multimedialną na konkurs SARP i IAKS Polska
- 2013: I nagroda w konkursie na multimedialną przestrzeń komory Aleksandrowice II, Muzeum Żup Krakowskich w Wieliczce
- 2013: I nagroda na zaprojektowanie multimedialnej ekspozycji dla Kopalni Soli w Wieliczce – Trasa Turystyczna
- 2014: I nagroda w konkursie na projekt studia multimedialnego – MultiLab – MPTI dla KPT
- 2017: I nagroda z zaproszeniem do realizacji Muzeum Kopernika w Toruniu
- 2018/2019: I nagroda za koncepcję multimedialnej infrastruktury wraz z projekcjami i rzeźbami w formie kontraktu na realizację w formule z wolnej ręki na projekt dla Zamku Królewskiego na Wawelu w ramach Multimedialnego Centrum Informacji
- 2022: Europejska Nagroda Muzealna EMYA - Wyróżnienie specjalne za projekt koncepcyjny i wykonawczy Domu Mikołaja Kopernika (Muzeum Okręgowe w Toruniu)[13]
- 2022: I nagroda za projekt Teatru KTO dostosowany do potrzeb osób z niepełnosprawnościami w XV edycji plebiscytu „Kraków bez barier” w kategorii Budownictwo Dostępne w obszarze „obiekty użyteczności publicznej"[14]
- 2022: Nagroda Głowna, Modernizacja Roku 2021 w kategorii "Pamięć miejsc historycznych" za stworzenie koncepcji i projektu architektonicznego siedziby Teatru KTO w Krakowie[15]

Opracowano na podstawie materiału źródłowego